# Transports publics Fribourgeois
De Transport en commun de Fribourg (afgekort: TPF) is een spoorwegonderneming in Zwitserland.

## Geschiedenis
Op 1 januari 2000 fuseerden de Compagnie des Chemins de fer fribourgeois (GFM) en de Transport en commun de Fribourg (TF) tot Transports publics Fribourgeois (TPF).
Het net van de TPF had een lengte van 48 kilometer geëlektrificeerd spoor met een spoorbreedte van 1000 mm en 1435 mm.

## Trajecten
- Normaalspoor:
  - Spoorlijn Romont - Bulle
  - Spoorlijn Fribourg - Murten - Ins

- Smalspoor:
  - Spoorlijn Châtel-St-Denis - Palézieux
  - Spoorlijn Châtel-St-Denis - Bulle - Montbovon
  - Spoorlijn Bulle - Broc-Fabrique (Nestle)